# Тазі Гіззат
Тазі Гіззат (тат. Таҗі Гийззәт), повне ім'я тазі Калімулловіч Гіззат (Гіззатуллін) (тат. Таҗі Калімулла Ули Гийззәтуллін); (3 [15] квітня 1895 село Варзі-Омга, Агризький район, Татарстан — 7 травня 1955, Казань) — татарський драматург. Заслужений діяч мистецтв ТАРСР (1939), Заслужений діяч мистецтв РРФСР (1940)

## Біографія
Тазі Гіззат народився (3) 15 квітня 1895 року в селі Варзі-Омга Агризьского району Республіки Татарстан в селянській родині. В тяжкі передреволюційні роки працював наймитом у багатих поміщиків та на Боткинських заводах в Вятської губернії.
В 1912—1918 роках працював на зброярному заводі в Іжевську, звідки і пішов в Червону Армію, де прослужив 3 роки. Під час служби в армії він вперше розкрив свій творчий дар.
Знайомство з відомим драматургом, театральним діячем і режисером Каримом Тинчуриным также сыграло важную роль в жизни Т. Гиззата. Именно К. Тинчурин помог устроиться Гиззату в театральную студию режиссёра Зайні Султанова в Самарі.
Виїхавши з Самари, Гіззат працював в Оренбурзькому татарською драматичному театрі, під керівництвом Ільяса Кудашева-Ашказарського — одного з основоположників татарського театрального мистецтва.
Т. Гіззат також працював в Елабужському і Московському татарських театрах, академічному театрі им. Г. Камала, на цій сцені були поставлені і його перші п'єси. Поступово у Тазі Гіззата проявляється тяга до драматургії. Будучи вихідцем із селянської родини, Тазі Гіззат добре знав життя татарського селянства і робітничого класу, також він був добрим знавцем фольклору. Все це, а також дружба з корифеями татарського театру К. Тинчуріним, І. Кудашевим-Ашказарскім, 3. Султановим вплинуло на професійний вигляд перших п'єс Тазі Гіззата, на їх високу майстерність.
1942—1944 працював відповідальним секретарем Спілки письменників Татарстана.

## Творчість
Одна з найвідоміших п'єс Гіззата драма «наймит» (1925), прем'єра якої відбулася в грудні 1928 року. Режисер вистави С. Валєєв-Сульва [2], музику до драми написав відомий композитор  Саліх Сайдашев. Разом з композитором Джаудатом Файзи Гіззат створює першу татарську музичну комедію «Черевички» (1953).
Всього Т. Гіззат створив 37 п'єс серед яких
- «Потоки» (1937)
- «Іскри» (1934)
- «Святе доручення» (1946)
- «Жертва егоїзму» (1950) та інші.

Також Тазі Гіззат плідно займався перекладами на татарську мову п'єси С. В. Міхалкова и А. Е. Корнійчука.
Тазі Калімулловіч Гіззат помер 7 травня 1955 року в Казані.
П'єси драматурга-класика Тазі Гіззата зробили значний внесок у розвиток татарської драматургії.

## Пам'ять

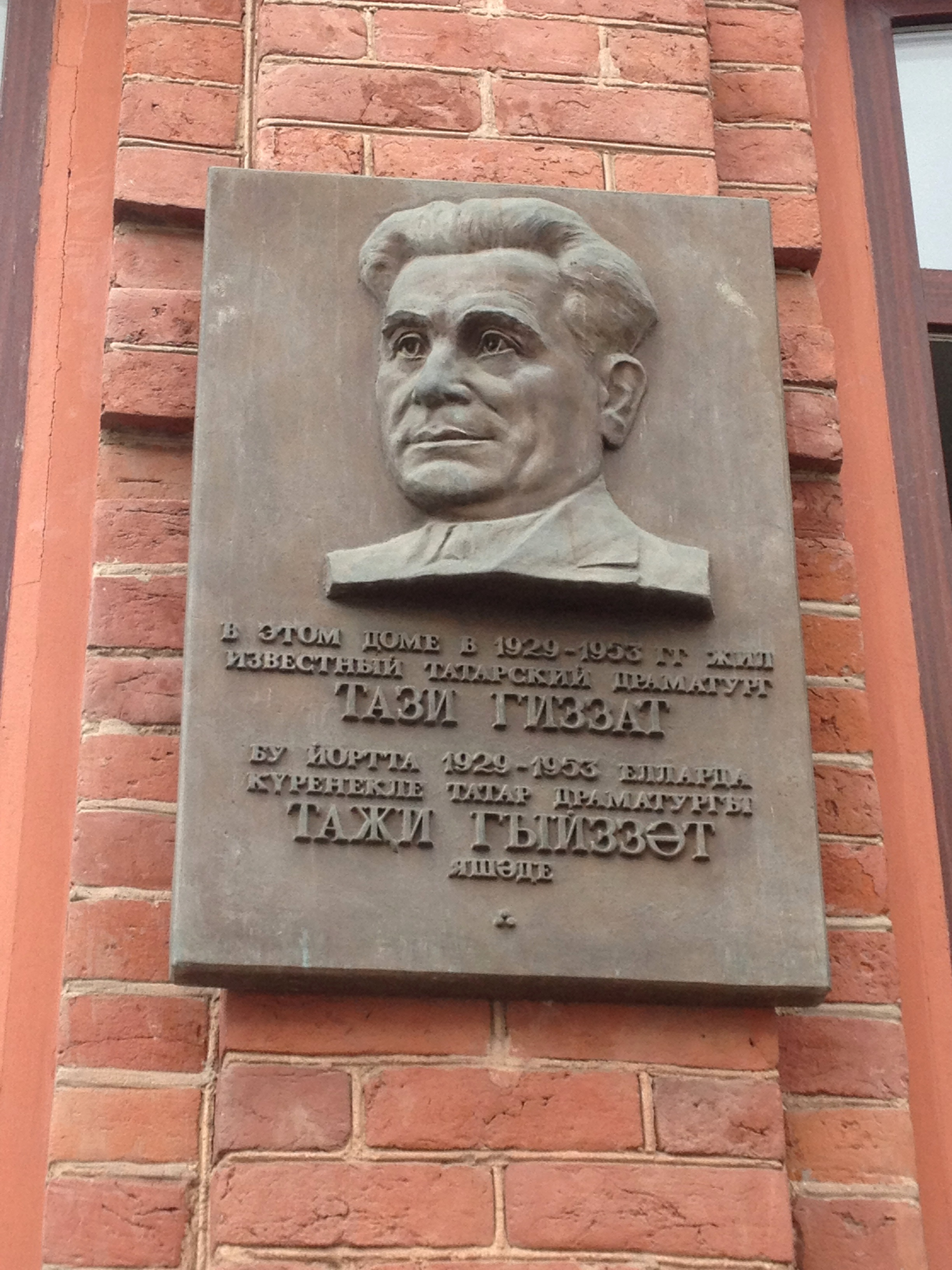
Меморіальна дошка в Казані

Його ім'ям названо вулиці в Вахитовскому районі м. Казані , в м. Єлабуга и в м. Азнакаєво.

## Звання та нагороди
- Заслужений діяч мистецтв БРСР (1939)
- Заслужений діяч мистецт РРФСР (1940)